# Велики Грђевац
Велики Грђевац је насељено место и седиште општине у Бјеловарско-билогорској жупанији, Република Хрватска.

## Историја
Велики Грђевац је 1905. године био седиште политичке општине. Под православну парохију у Грђевцу потпадала су околна села: Грбавац, Јасеновача Велика и Павловац. Од 762 дома српских је било 154, а од укупног броја становника - 4193 православних Срба било је 1050 (или 25%). Од значајних здања су ту православна црква, комунална основна школа, пошта и телеграф.
Најстарије црквене матице заведене 1777. године су изгореле у пожару. Нове се воде од 1803. године. То је православна парохија четврте класе, са парохијским домом и српским православним гробљем. Православни храм посвећен Сошествију (Силаску) Св. Духа изграђен је 1770. године. Председник црквене општине био је 1905. године Јоцо Моровић а парох поп Михаило Јуришић родом из Нове Градишке. Месна основна школа је 1905/1906. године комунална са зградом из 1889. године. Учитељ Петар Стојшић и учитељица Меланија Димић радили су са 37 ђаја у редовној настави и само седам у пофторној школи.
До територијалне реорганизације у Хрватској налазио се у саставу бивше велике општине Грубишно Поље.

### Други светски рат
У селу Великом Грђевцу срез Грубишно Поље, априла 1941, ухапшено је 60 угледних Срба и одведено у Бјеловар где су злостављани и после неколико дана пуштени.
У Велико Грђевцу јуна 1941. године Срби су присиљавани да приме католичку веру или да се преселе у Србију а да им се имање заплени. Велики број је изабрао прво решење. Свака породица која се покрстила морала је да плати жупнику 2.000 динара.
Из села среза Грубишно поље протеран је велики број српских породица: из села Лончарице 19, из Дабчевице 8, из Мале Петратовице 16 богатијих и угледних српских земљорадничких породица, из Великог Грђевца све породице које су имале више од 10 јутара земље. На њихова имања одмах су доведени Хрвати из Загорја.

## Становништво
На попису становништва 2011. године, општина Велики Грђевац је имала 2.849 становника, од чега у самом Великом Грђевцу 1.200.

## Попис 1991.
На попису становништва 1991. године, насељено место Велики Грђевац је имало 1.525 становника, следећег националног састава:
| Попис 1991.‍   | Попис 1991.‍  | Попис 1991.‍ | Попис 1991.‍ | Попис 1991.‍ |
| ------------- | ------------ | ----------- | ----------- | ----------- |
|               |              |             |             |             |
| Хрвати        | Хрвати       |             | 1.055       | 69,18%      |
| Срби          | Срби         |             | 260         | 17,04%      |
| Југословени   | Југословени  |             | 51          | 3,34%       |
| Мађари        | Мађари       |             | 48          | 3,14%       |
| Чеси          | Чеси         |             | 37          | 2,42%       |
| Албанци       | Албанци      |             | 10          | 0,65%       |
| Муслимани     | Муслимани    |             | 3           | 0,19%       |
| Италијани     | Италијани    |             | 2           | 0,13%       |
| Македонци     | Македонци    |             | 1           | 0,06%       |
| Пољаци        | Пољаци       |             | 1           | 0,06%       |
| Словенци      | Словенци     |             | 1           | 0,06%       |
| неопредељени  | неопредељени |             | 33          | 2,16%       |
| непознато     | непознато    |             | 23          | 1,50%       |
| укупно: 1.525 |              |             |             |             |